# 양인평
양인평(梁仁平, 1942년 ~)은 대한민국의 제10대 부산고등법원장 등을 역임한 법조인이다. 

## 생애
1942년 전라남도 목포시에서 태어나 서울고등학교를 졸업하고 서울대학교 법학과 4학년에 재학 중이던 때 제2회 사법시험에 합격하여 공군 대위를 만기 전역하고 판사에 임용되었다. 
서울민사지방법원 등에서 판사를 하다가 1985년 서울중앙지방법원, 1988년 부산고등법원, 1991년 서울고등법원, 1993년 서울중앙지방법원 서부지원에서 부장판사를 하였다. 
서울지방법원 서부지원장으로 법원행정의 경험이 있던 양인평은 1995년에 법원장으로 승진하여 춘천지방법원, 1998년에 대전지방법원, 2000년에 부산고등법원에서 법원장을 하였다. 대전고등법원장을 마지막으로 법관에서 물러나 법무법인 로고스에서 대표 변호사를 하였다. 2002년 9월에 국방부 조달본부 (본부장 소장 성유경)에 의해 군수조달 자문위원으로 위촉됐다.
서울대학교 사법대학원에서 학위를 취득하였으며 2007년에 제2회 기독교문화대상 봉사부문상을 수상했다. 1995년 춘천지법원장으로 재직할 때 김준곤 목사가 제창한 "우리가 살고 있는 도시를 제네바와 같이 깨끗하고 아름답고 범죄없는 도시로 만들자"는 성시화 운동의 불씨를 받으면서 대학 동기동창으로 춘천지방검찰청 검사장으로 재직하던 전용태 장로와 함께 성시화 운동 확산에 적극적으로 나섰던 양인평은 "말하지 말고 나서지 말고 싸우지 말자"를 좌우명으로 삼으면서 평소에도 "도시마다 복음이 심어져야 한다"는 성시화(聖市化) 운동 이야기만은 꼭 남기고 싶어 2010년에 신앙칼럼집  '우리, 청춘사업 합시다'(국민일보 출판부)를 출간하면서 2010년 4월 9일에 한국기독교화해중재원 제2대 원장에 선임되어 세상 모든 사람들은 ‘은’보다 ‘금’을 좋아하지만 은과 동이 없으면 ‘금’이 빛날 수 없다는‘은(銀) 철학’, ‘최상의 선(善)은 물과 같다’는 '물 철학', “악한 자를 대적하지 말라"는 '바보 철학', ‘평범하지만 정직하게 사는 사람’인 '평(平)철학’을 강조하였다.

## 주요 판결
- 부산지방법원 제3형사부 재판장으로 재직하던 1981년 6월 30일에 동료 선원 4명을 흉기로 찔러 죽인 피고인 2명에게 사형을 선고했다.[3]
- 서울고등법원 특별6부 재판장으로 재직하던 1994년 4월 23일에 성도신용협동조합이 성남시 수정구청장을 상대로 취득세 등 부과 처분 취소송에서 "부동산을 취득한 이후 그 부동산에의 세입자가 나가기를 거부해 1년 이내에 고유 목적에 사용하지 못했을 때는 취득세를 중과할 수 없다"며 "취득세 1억7천만원을 취소하라"고 했다.[4]
- 대전지방법원 법원장으로 재직하면서 재판장을 맡았떤 1999년 5월 27일에 1998년 3월 농어촌진흥공사의 당진 대호지구 간척농지를 분양받은 3천939개 농가의 소유권 이전등기 등을 수임, 처리하면서 간척농지 등기는 보수료의 30%를 감액 적용한다는 대한법무사협회 규정을 위반하여 감액분인 1억8천여만원(1농가당 평균 4만5천원)의 보수료를 더 받은 대전지방법무사회 소속 신모(42)법무사에 대해 "농민들로부터 받은 등기비용에 대한 영수증을 발급하지 않았고 등기업무 지연처리 사유를 통보하지 않았으며 무인가 사무원을 고용하는 등 각종 법무사법 시행규칙을 위반한 사실이 드러났다"는 이유로 업무정지 1년6월 처분했다.[5]

## 종교
여의도순복음교회 장로인 기독교 신도다.